# سیارک ۲۴۸۵
سیارک ۲۴۸۵ (به انگلیسی: 2485 Scheffler، نامگذاری:1932BH) دو هزار و چهارصد و هشتاد و پنجمین سیارک کشف شده‌است که در ۲۹ ژانویه ۱۹۳۲ و در هایدلبرگ کشف شد.
قدر مطلق سیارک برابر ۱۲٫۸۰ است.